# 宮城県道244号半田山下線

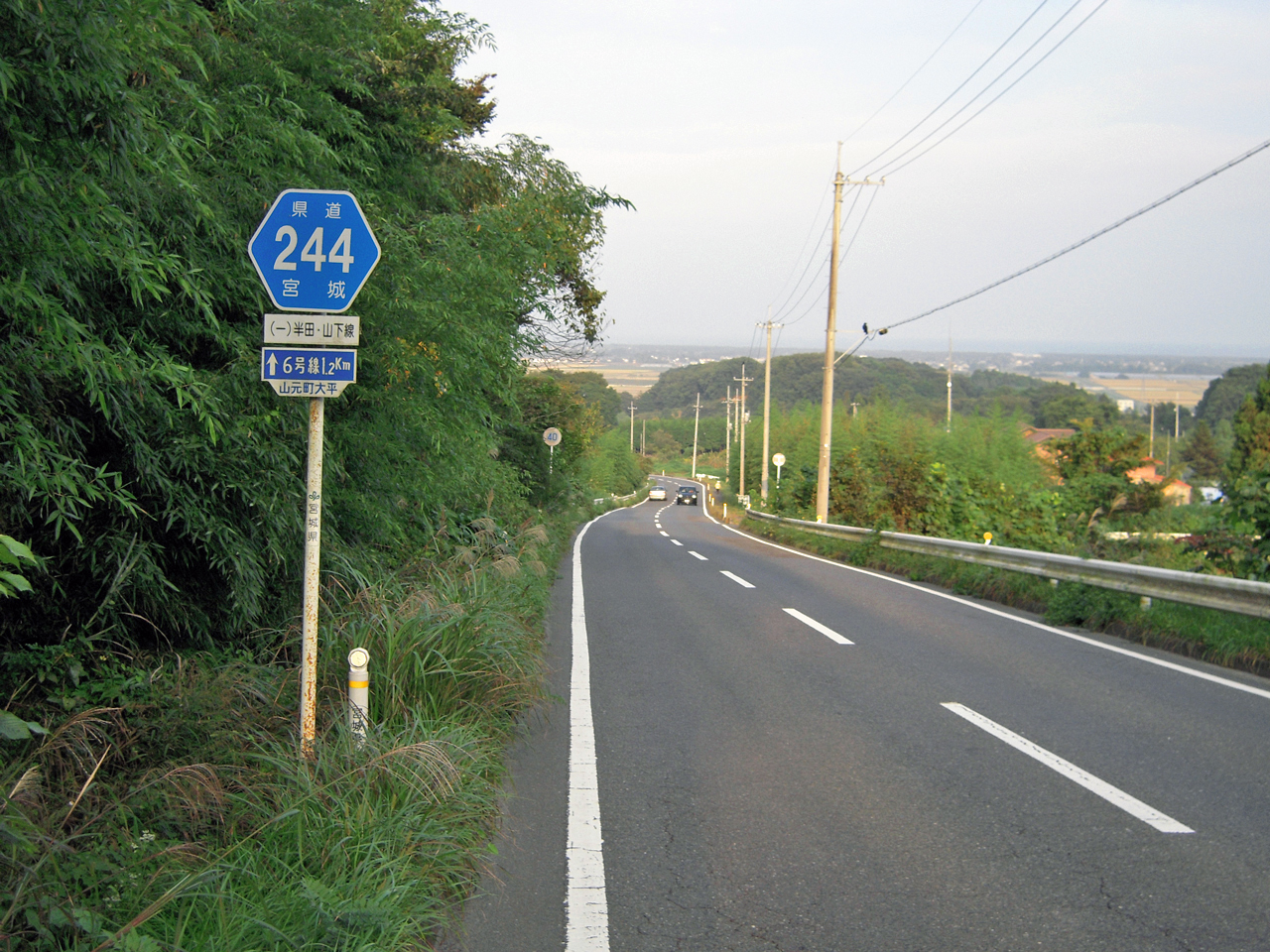
山元町大平付近。視界が開けている箇所では、太平洋まで見渡すことができる（2008年10月撮影）。

宮城県道244号半田山下線（みやぎけんどう244ごう はんだやましたせん）は、宮城県角田市と宮城県亘理郡山元町とを結んでいた一般県道である。2011年（平成23年）9月30日廃止。

## 概要
- 実延長：4.603 km
- 起点：宮城県角田市藤田（半田）
- 終点：宮城県亘理郡山元町大平

角田市藤田（半田）で宮城県道28号丸森柴田線から分岐し、明通峠（あきどおしとうげ）を越えて亘理郡山元町の国道6号に至っていた。
1983年（昭和58年）1月11日付宮城県告示でそれまでの県道角田山下線（当時）を3分割する形で認定。同路線の東側部分に相当する。なお、西側部分は宮城県道44号角田山元線、中間部分は宮城県道28号丸森角田線となっており、それぞれ主要地方道の指定を受けている。
常磐自動車道・山元インターチェンジの供用にあわせて現道の南側にバイパス道路が建設され、2010年（平成22年）9月25日に開通した。この区間は2009年（平成21年）9月に宮城県道272号角田山下線として路線認定されて別路線となり、2011年（平成23年）9月30日に本路線が廃止された。

## 地理

### 通過していた自治体
- 宮城県
角田市 - 亘理郡山元町

### 交差していた道路
- 宮城県道28号丸森柴田線（角田市）
- 国道6号（亘理郡山元町）

### 沿線
- 四方山（しほうざん、標高274m）
  - 角田市と亘理郡山元町の境である明通峠から町境に沿った山道を登るとその名のとおり四方が見渡せる展望台がある。桜や紅葉の名所でもあるが、太平洋戦争中は高射砲が設置されていたことがあり、1968年（昭和43年）より長距離対空通信施設が稼動している。
- 四方山長寿の水
  - 明通峠の角田市側に湧く清水。東屋があり水を汲みに来る人でにぎわっていたが、現在は地権者が自家水道として利用している為、現在は汲むことが不可能となっている。